# Christian Friedrich Schnauß
Christian Friedrich Schnauß (* 16. Oktober 1722 in Eisenach; † 4. Dezember 1797 in Weimar) war ein deutscher Beamter, Politiker und einer der Ministerkollegen Goethes.

## Leben
Schnauß studierte in Jena Rechtswissenschaft, musste jedoch hinnehmen, nicht sogleich einen steilen Aufstieg vollziehen zu können. Im Jahr 1743 machte ihn Herzog Ernst August zum subalternen Kanzlisten. Nach 20 Jahren brachte Schnauß es zum Regierungsrat, 1770, noch in Eisenach zum Hofrat. Zwei Jahre später wurde er geheimer Assistenzrat und war wie Goethe selbst Mitglied des Geheimen Conseils, der obersten Behörde. Im Jahre 1779 wurde Schnauß Geheimer Rat gleichzeitig wie Goethe. Mit dem Eintritt Goethes in den Staatsdienst in Weimar 1775 fürchtete Schnauß allerdings noch dessen Favoritenrolle beim Herzog Carl August. Im Jahre 1786 wurde Schnauß die Aufsicht über Bibliothek, Münzkabinett und die Zeichenistitute in Weimar und Eisenach übertragen. Schnauß beschäftigte sich auch mit der Kunst, betätigte sich als Landschaftszeichner, weshalb er für dieses Amt prädestiniert war. Bei dem Zeichenlehrer Georg Melchior Kraus war seine Tochter Friederike Christine Schnauß (1771–1855) Zeichenschülerin. Sowohl Goethe als auch Schnauß schätzten die Fähigkeiten von Kraus hoch ein und nahmen bei ihm ebenfalls Zeichenunterricht. Zwischen Schnauß und Kraus gab es eine persönliche Beziehung dergestalt, dass der Neffe von Kraus, der aus Frankfurt am Main stammende Heinrich Mylius (1769–1854), die Tochter von Schnauß heiratete und mit ihr nach Italien zog.
Schnauß war im Fall der Kindsmörderin Johanna Catharina Höhn an der Entscheidungsfindung und damit an ihrer Hinrichtung 1783 beteiligt. Er lieferte eines von drei Gutachten zu dem Fall. Ihr Fall war ein Kristallisationspunkt für die Debatte im Herzogtum Sachsen-Weimar-Eisenach zur Reform der Strafe bei Kindsmord.